# Josep Serrano
Josep Maria Serrano Contrer (* 11. November 1975) ist ein ehemaliger andorranischer Fußballspieler.
Serrano Contrer spielt unter anderem beim FC Andorra. Weitere Stationen sind über ihn nicht bekannt. Für die Nationalmannschaft Andorras kam der Torhüter 1997 zu 2 Einsätzen.